# Blanka Zlamalová
Blanka Zlamalová (* 29. srpna 1956 Šternberk) je česká architektka.

## Život
Vystudovala na Fakulta architektury VUT v Brně (ukončeno 1982). V letech 1982–1990 působila v Muzeu umění Olomouc, kde se zaměřovala na tvorbu expozic a výstav. V devadesátých letech byla aktivní v regionální politice, v období 1990–1992 ve funkci zástupkyně starostky města Šternberk. Od roku 1993 se jako autorizovaná architekta specializuje na rekonstrukce objektů v historických centrech. 
Roku 1992 vznikla ve Šternberku tradice mezinárodních uměleckých sympozií. U jejich zrodu stála Blanka Zlamalová a její tehdejší manžel. Díky nim vznikla počátkem 90. let i šternberská galerie.

### Rodinný život
Blanka Zlamalová má dvě děti, výtvarníka Josefa Zlamala a publicistku Eriku Zlamalovou, působící v Knihovně Václava Havla.

## Dílo

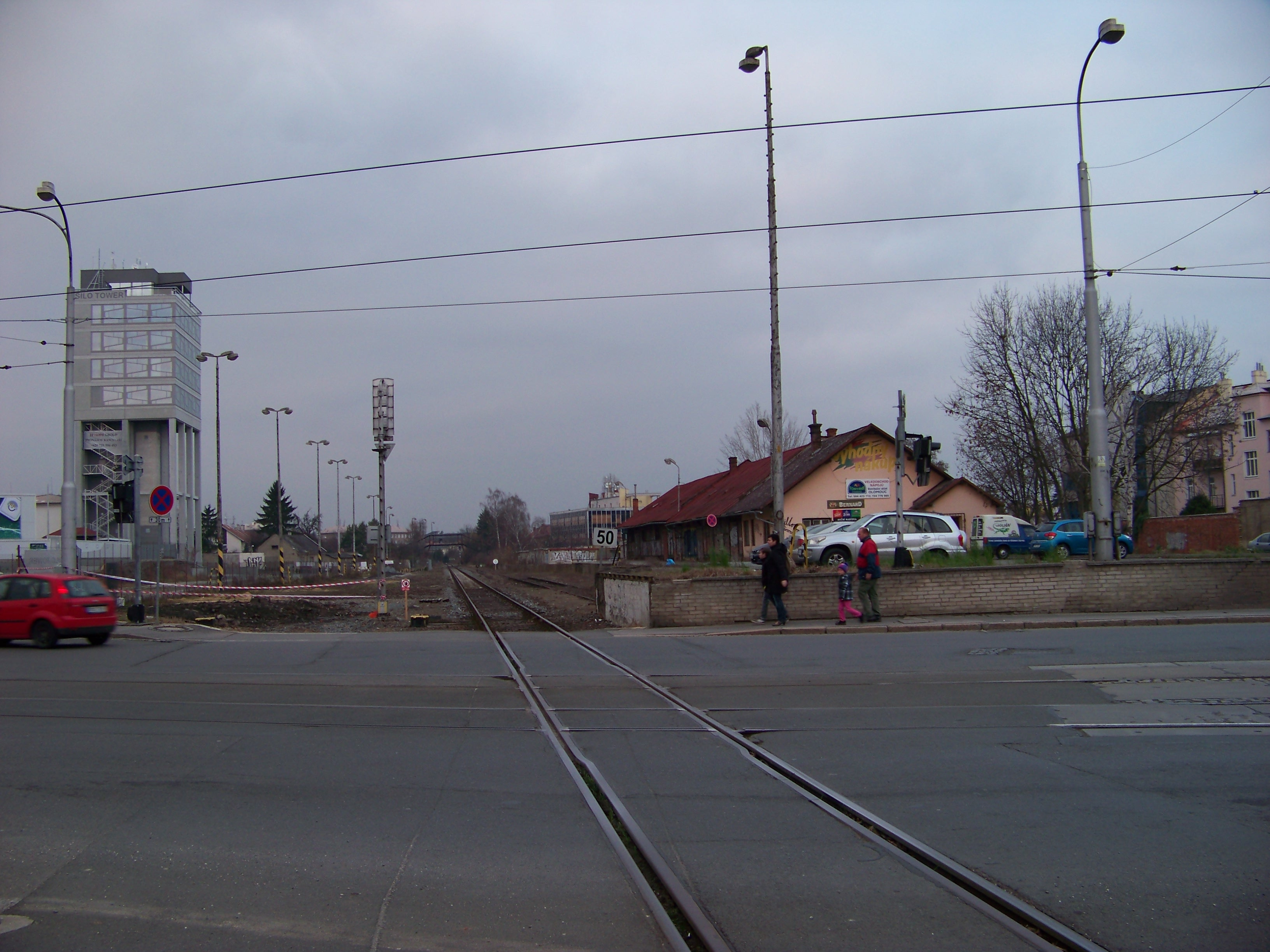
Silo Tower Olomouc (vlevo)

Mezi její nejvýznamnější realizace patří Silo Tower v Olomouci v Litovelské ulici. Jedná se o první nástavbu sila daného typu v České republice, kde původní silo z roku 1936, vysoké 17 m, tvoří první z pěti pater budovy. Je spoluautorkou rekonstrukce sídliště v Mohelnici.
Pro její tvorbu je charakteristická úzká spolupráce s výtvarníky, řada realizací (rodinné a bytové domy, interiérová tvorba) vzniká v rámci Studia Zlamal, které spoluzaložila.